# Marilena Dumitrescu
Marilena Dumitrescu (n. 7 octombrie 1964) este un fost deputat român în legislatura 1996-2000, ales în județul Galați pe listele partidului Minorități - Comunitatea Italiană din România (CIR). Marilena Dumitrescu a fost membru în grupurile parlamentare de prietenie cu Statul Kuwait, Republica Italiană și Republica Africa de Sud.